# 徳島県立鳴門第一高等学校
徳島県立鳴門第一高等学校（とくしまけんりつなるとだいいちこうとうがっこう）は、かつて徳島県鳴門市撫養町南浜に所在していた公立の高等学校。
少子化の影響もあり、鳴門市立鳴門工業高等学校との合併で2012年（平成24年）より徳島県立鳴門渦潮高等学校に新設統合された
。

## 設置学科
- 総合学科

## 所在地
- 〒772-0003 徳島県鳴門市撫養町南浜字馬目木58番地

## 沿革
- 1913年 - 板野郡立実科高等女学校、開校。
- 1921年 - 板野郡立実科高等女学校が、徳島県撫養高等女学校と改称。
- 1923年 - 徳島県板野郡撫養商業補習学校、開校。
- 1948年 - 徳島県撫養高等女学校が、徳島県立撫養高等学校となる。
- 1948年 - 徳島県板野郡撫養商業補習学校が、徳島県立鳴門商業高等学校となる。
- 1971年 - 県立撫養高等学校と県立鳴門商業高等学校が統合され、徳島県立鳴門商業高等学校となる。
- 1993年 - 徳島県立鳴門第一高等学校と改称。

## 部活動
運動部
- 硬式野球、卓球、柔道、バドミントン、弓道、水泳、男女バスケットボール、少林寺拳法、女子バレーボール、空手、テニス、女子ソフトボール

文化部
- 手芸、人権サークル願生、インターアクト、健康科学、情報ビジネス、放送、書道、茶道、イラスト、吹奏楽、軽音楽、演劇、ECC、写真
- 硬式野球部は徳島県内の強豪校の一つに数えられた。撫養高校、鳴門商業高校時代も含め春4回（撫養として1回、鳴門商として3回）・夏1回（鳴門第一として）甲子園出場を果たしているものの、1勝もできずに終わった。甲子園での戦績については全国高等学校野球選手権大会 (徳島県勢)及び選抜高等学校野球大会 (徳島県勢)を参照。

## 著名な出身者
- 三原一夫（元プロ野球選手）
- 的場正雄（元プロ野球選手）
- 長池徳士（元プロ野球選手、阪急ブレーブス）
- 山中賢次（元プロ野球選手）
- 栁田昌夫（元プロ野球選手、ヤクルトスワローズなど、現プロ野球審判員）
- 武内淳二（元プロ野球選手）
- 藤田一也（プロ野球選手、東北楽天ゴールデンイーグルス）
- 岡本秀寛（元プロ野球選手、東京ヤクルトスワローズ）
- 藤山律子（女優）